# Biserica reformată din Pălatca

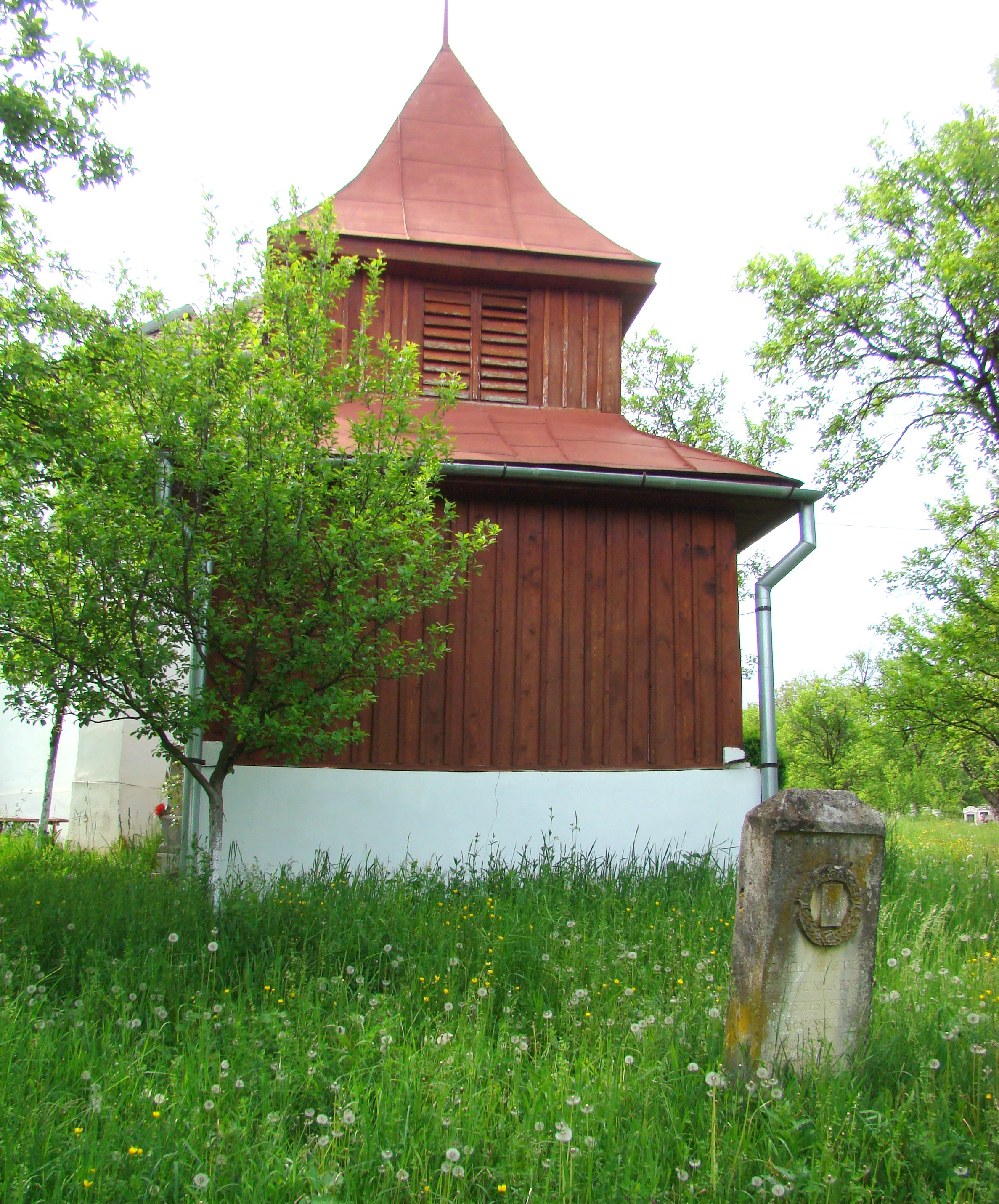
Clopotniţa de lemn (monument istoric)

Biserica reformată din Pălatca este un monument istoric aflat pe teritoriul satului Pălatca, comuna Pălatca.

## Localitatea
Pălatca (în maghiară Magyarpalatka) este satul de reședință al comunei cu același nume din județul Cluj, Transilvania, România. Prima menționare documentară a satului Pălatca este din anul 1296, sub numele de Palathka.

## Biserica
Biserica este medievală, după cum reiese din inscripția de deasupra porții: „1530. Iisus Nazarenus rex Judeorum". Cu toate acestea, data de 1530 poate fi data reconstrucției gotice, deoarece caracterul așezării sugerează că biserica a fost mult mai timpurie. Clopotnița din lemn care aparține bisericii păstrează un clopot din anul 1650. Populația catolică medievală a fost reformată în momentul Reformei, împreună cu biserica.

## Imagini

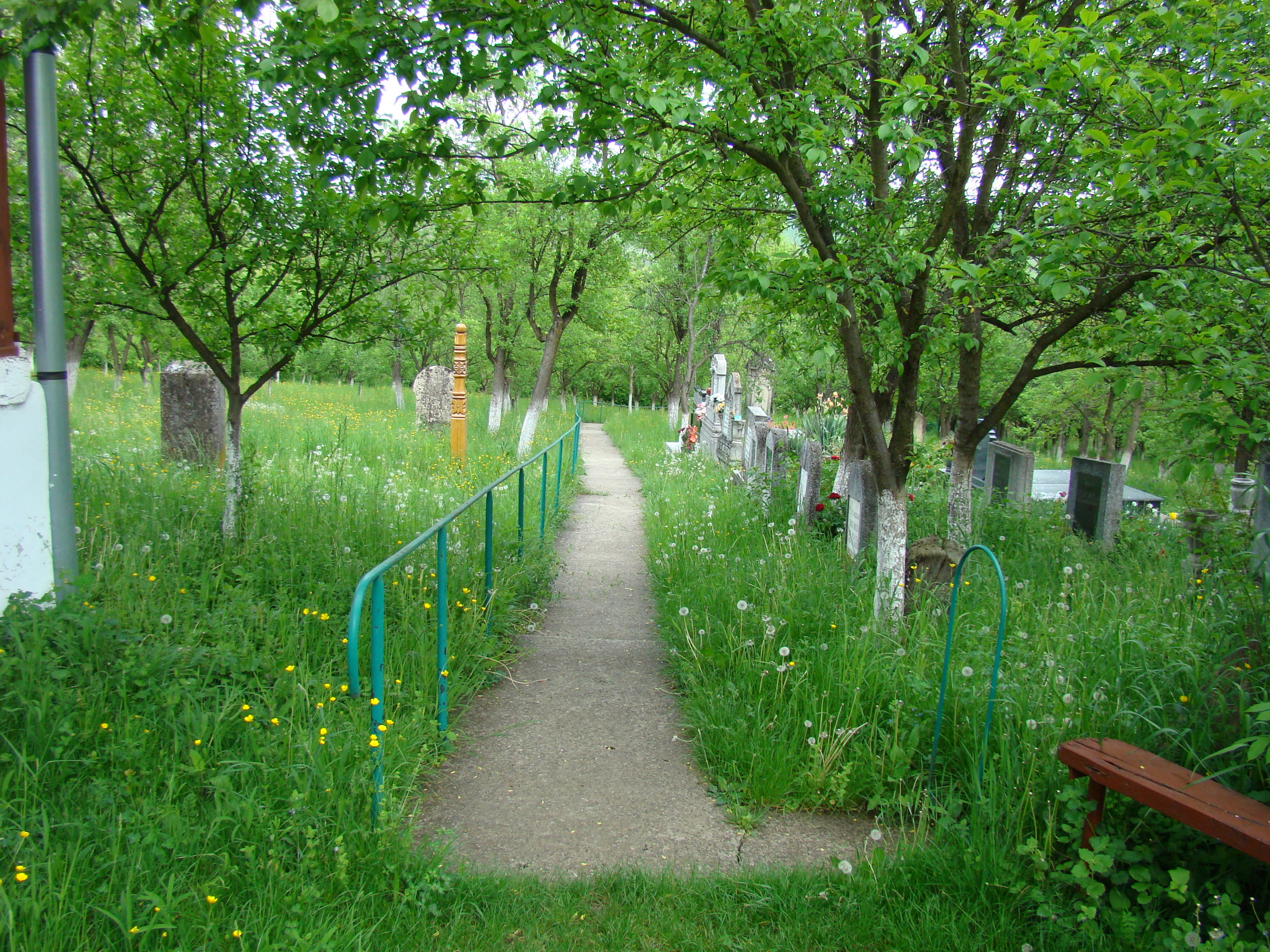
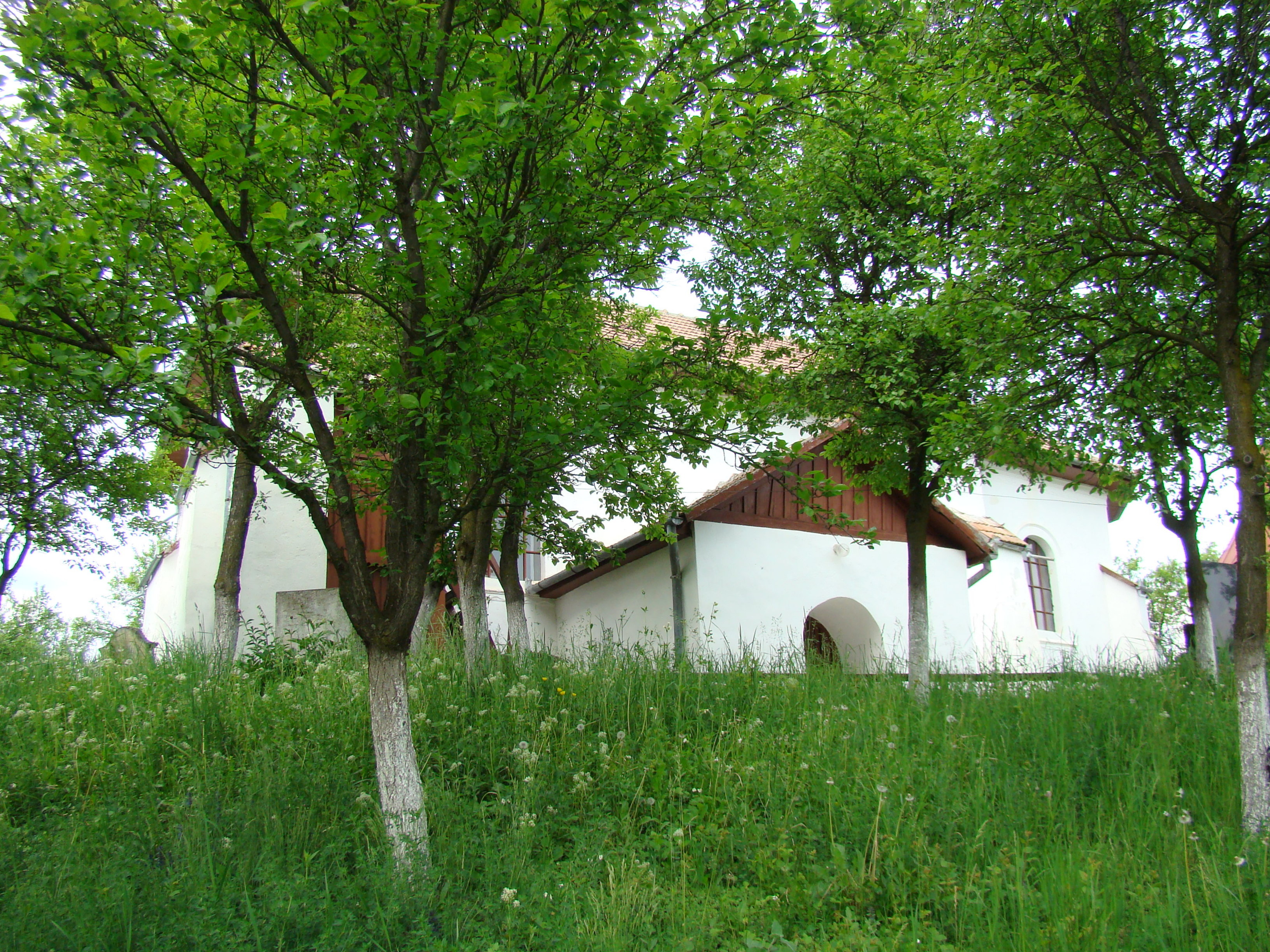
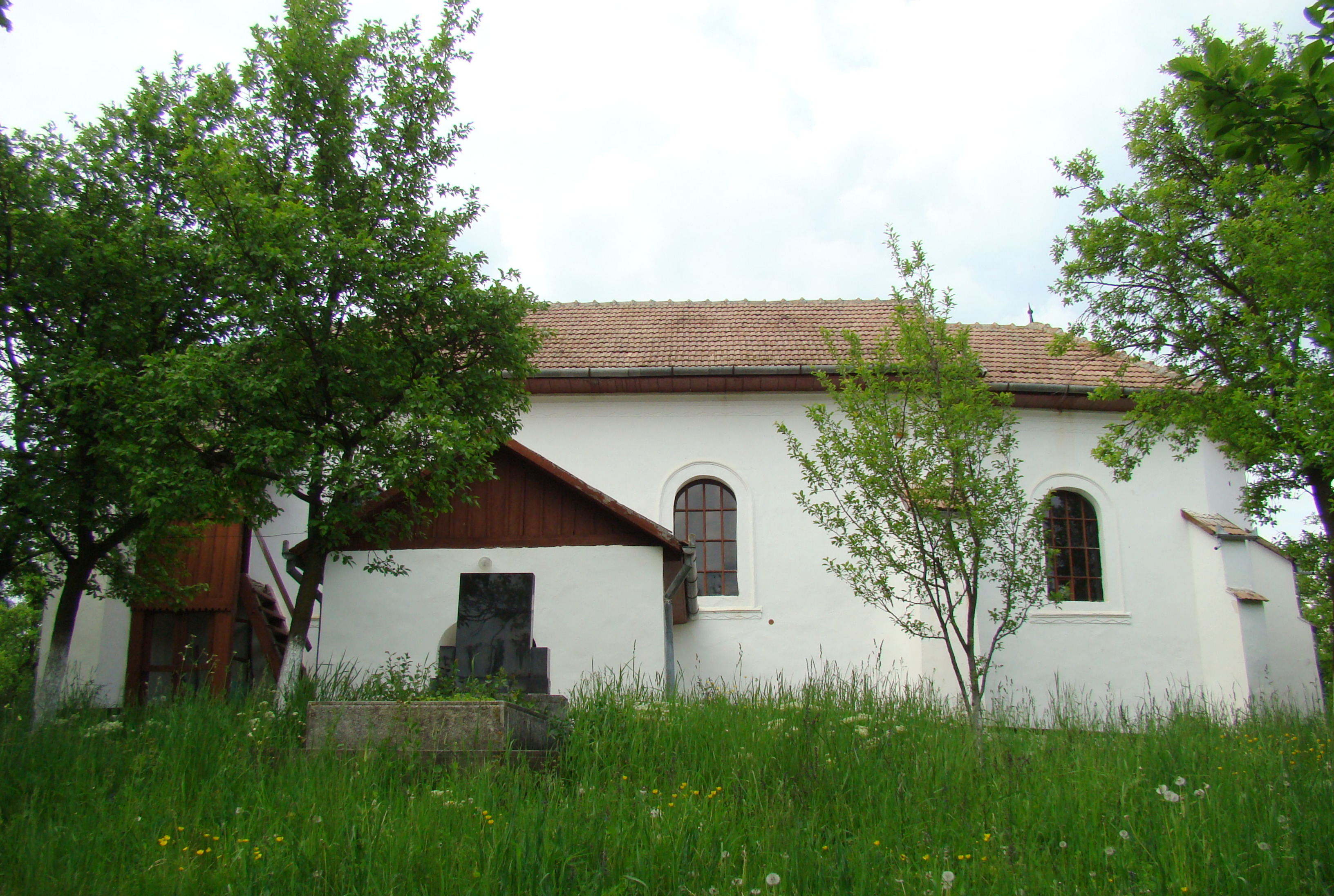
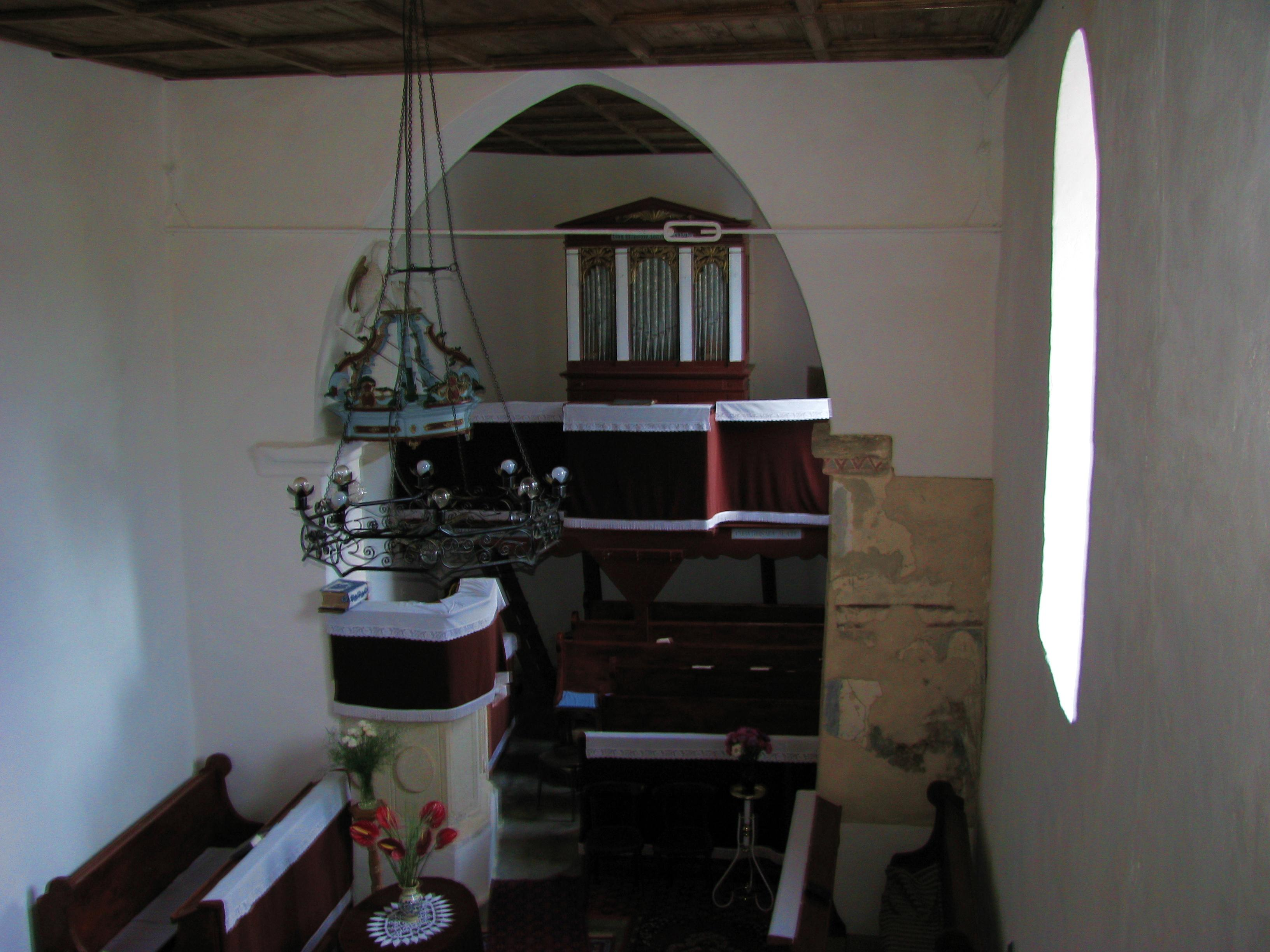
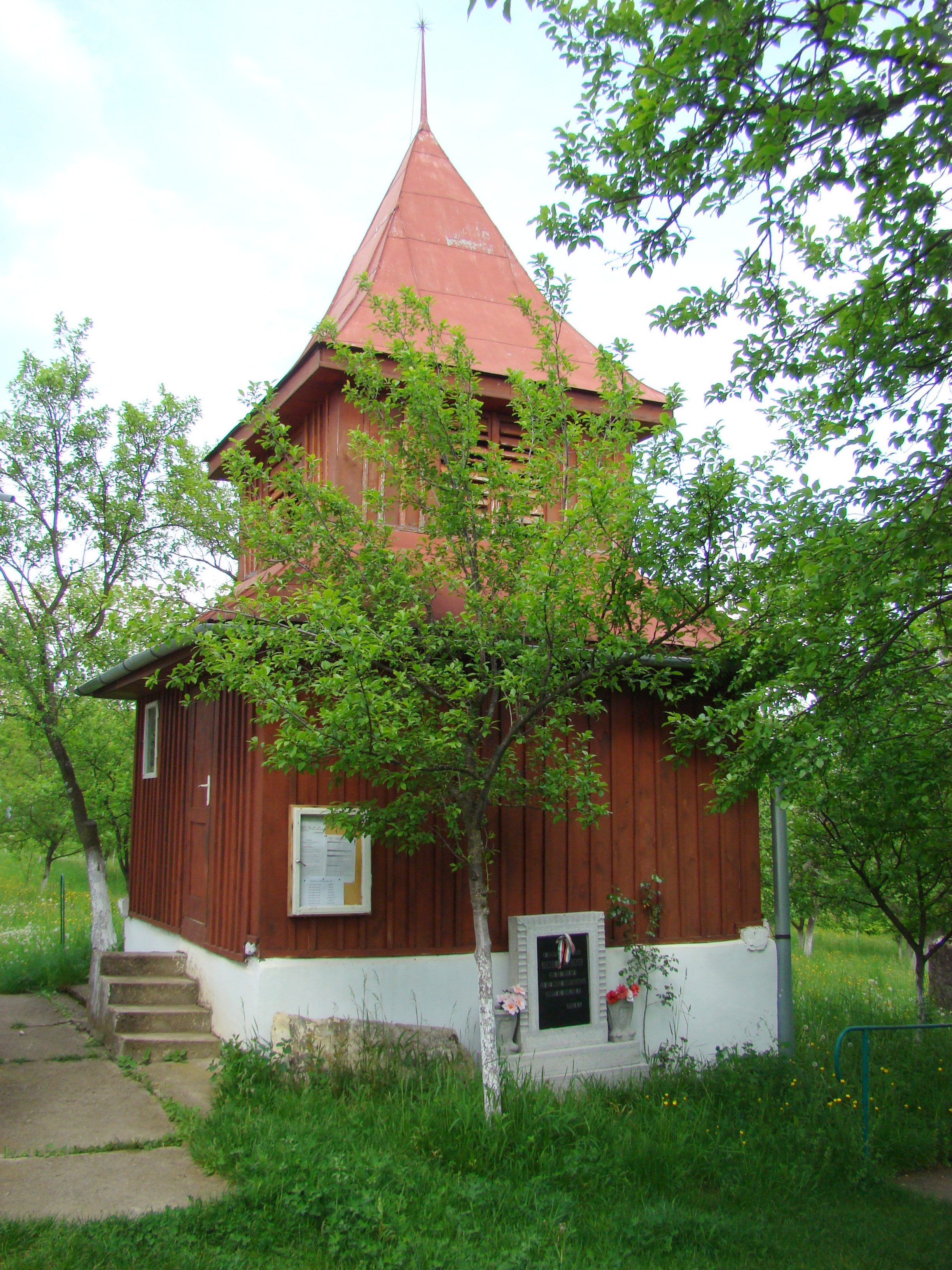
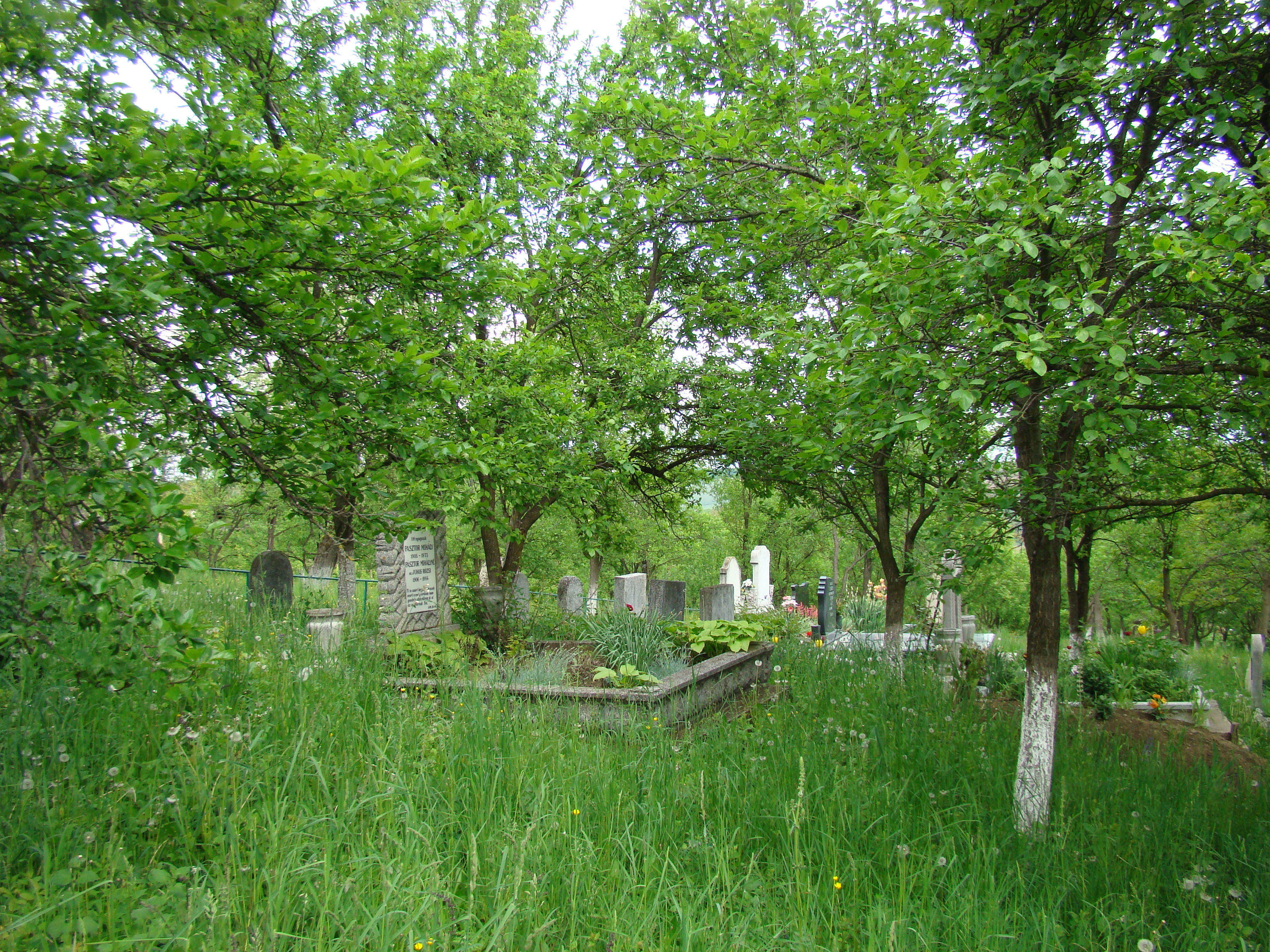
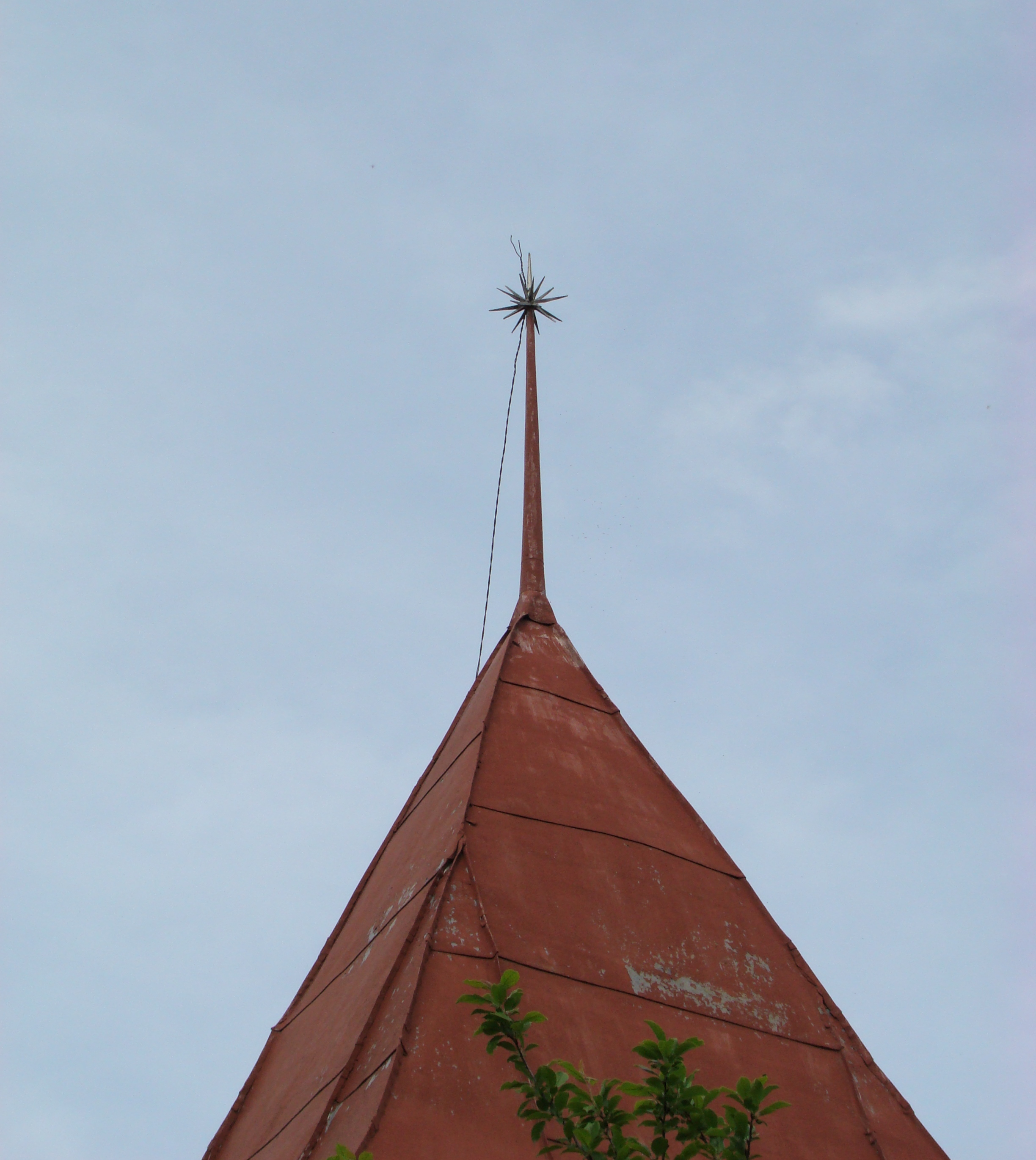
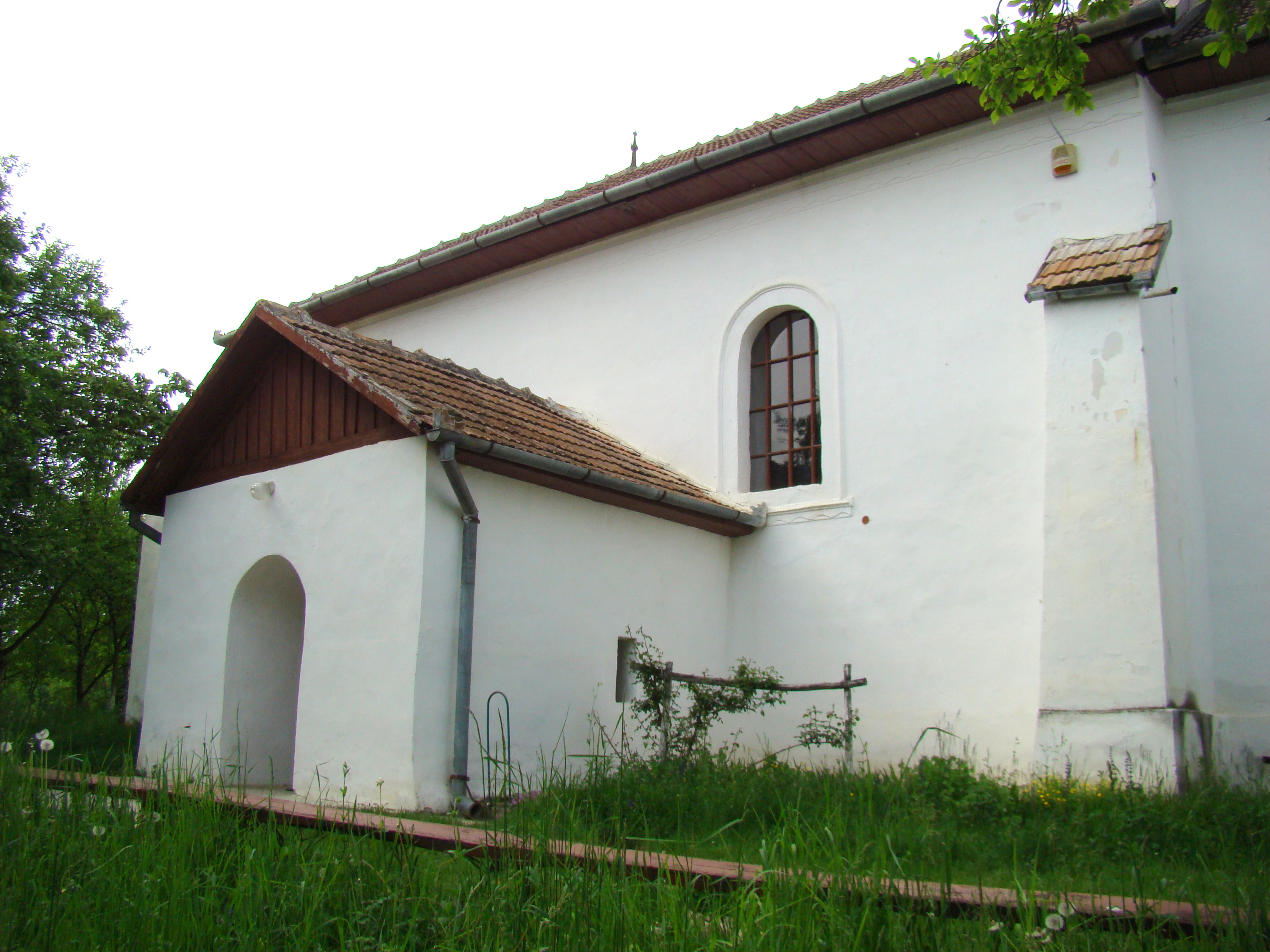
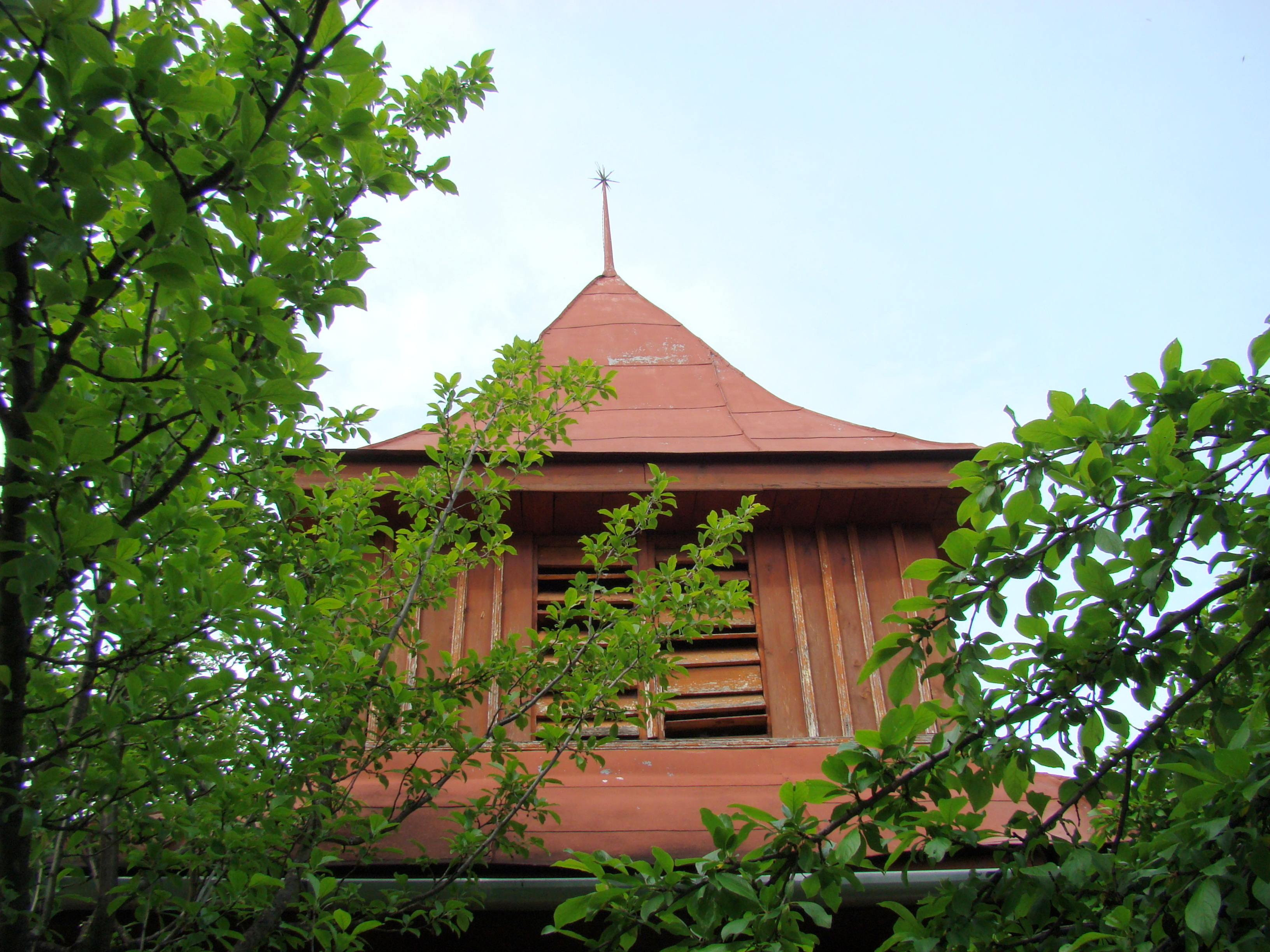
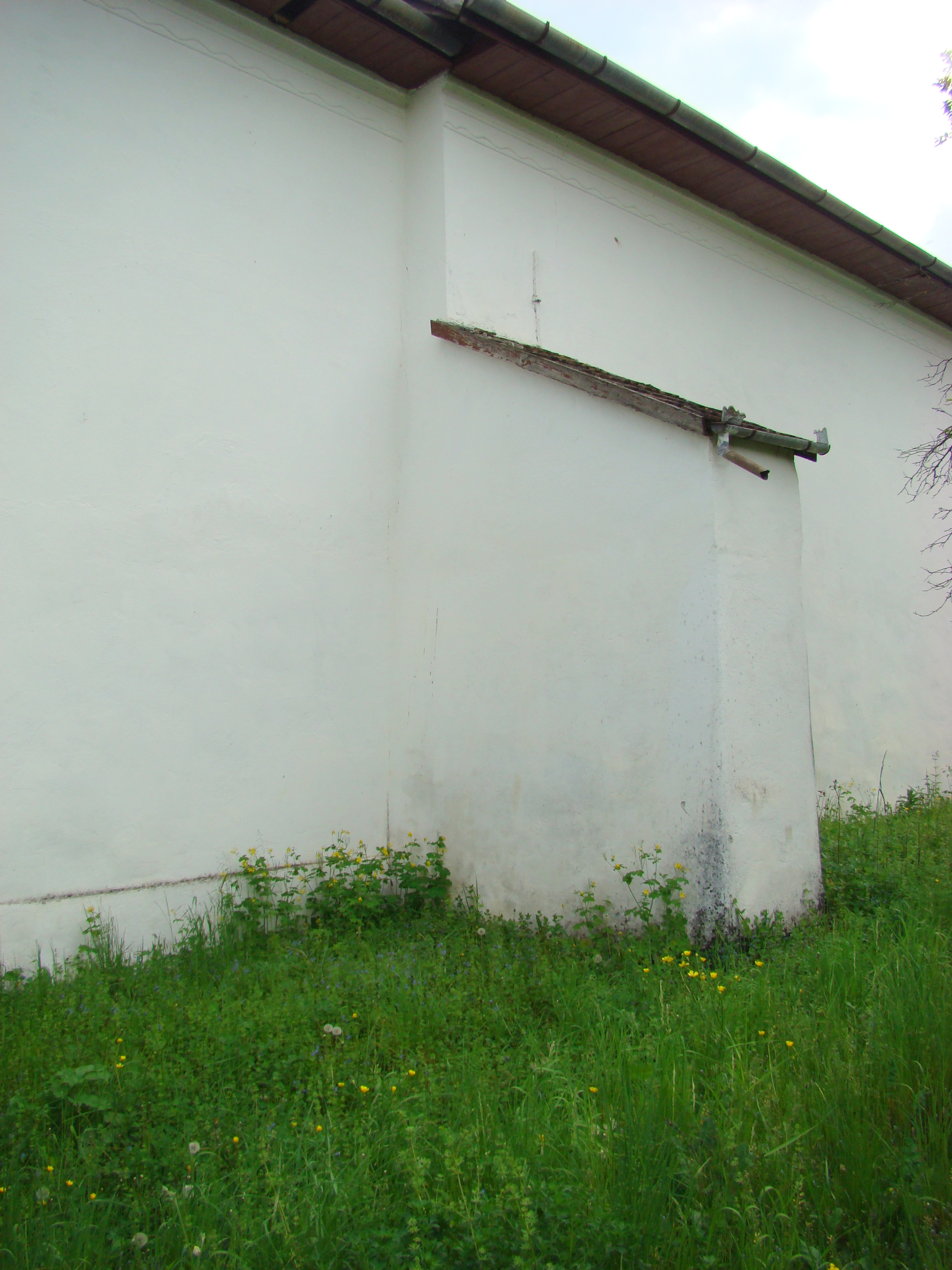
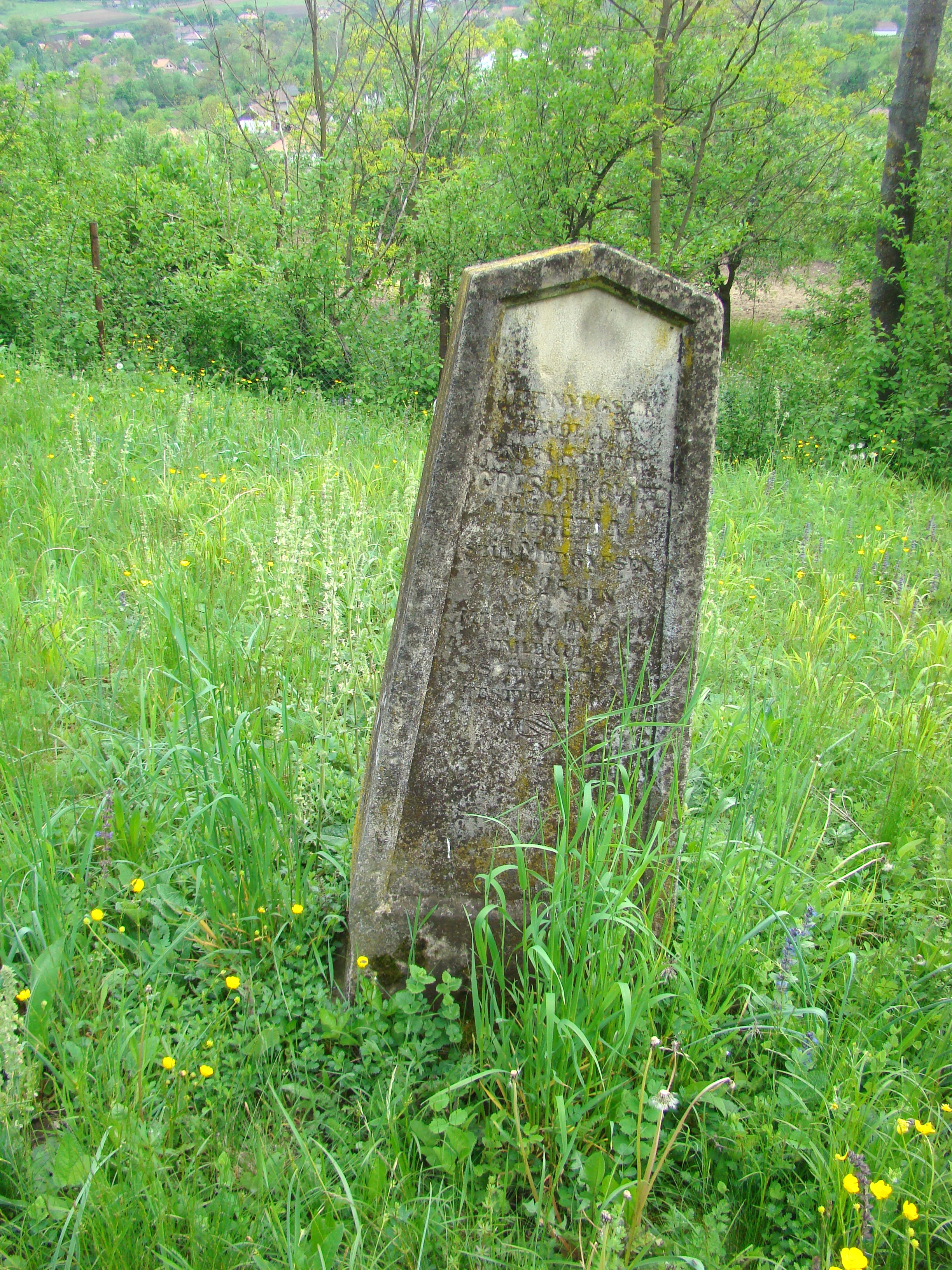
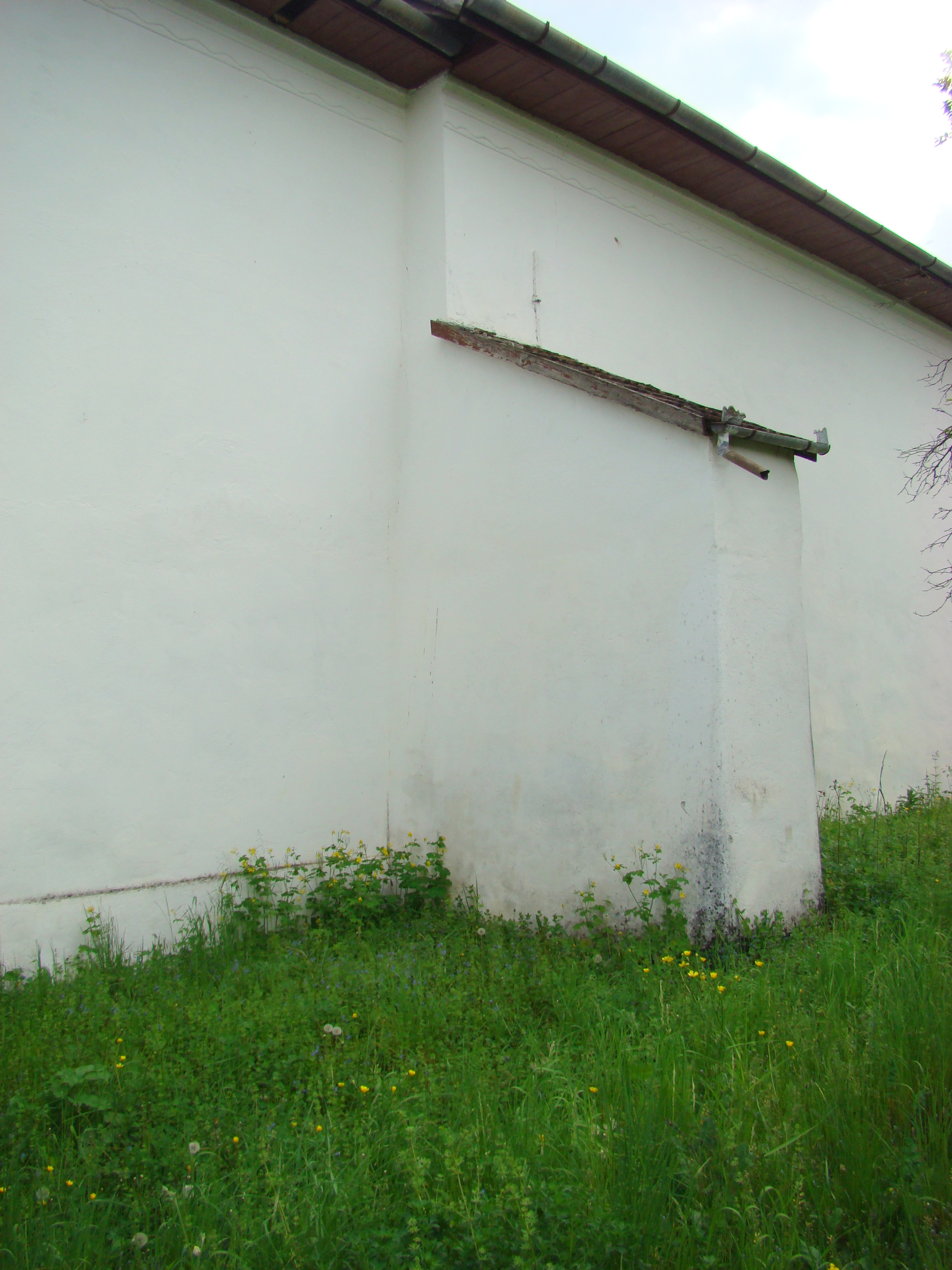
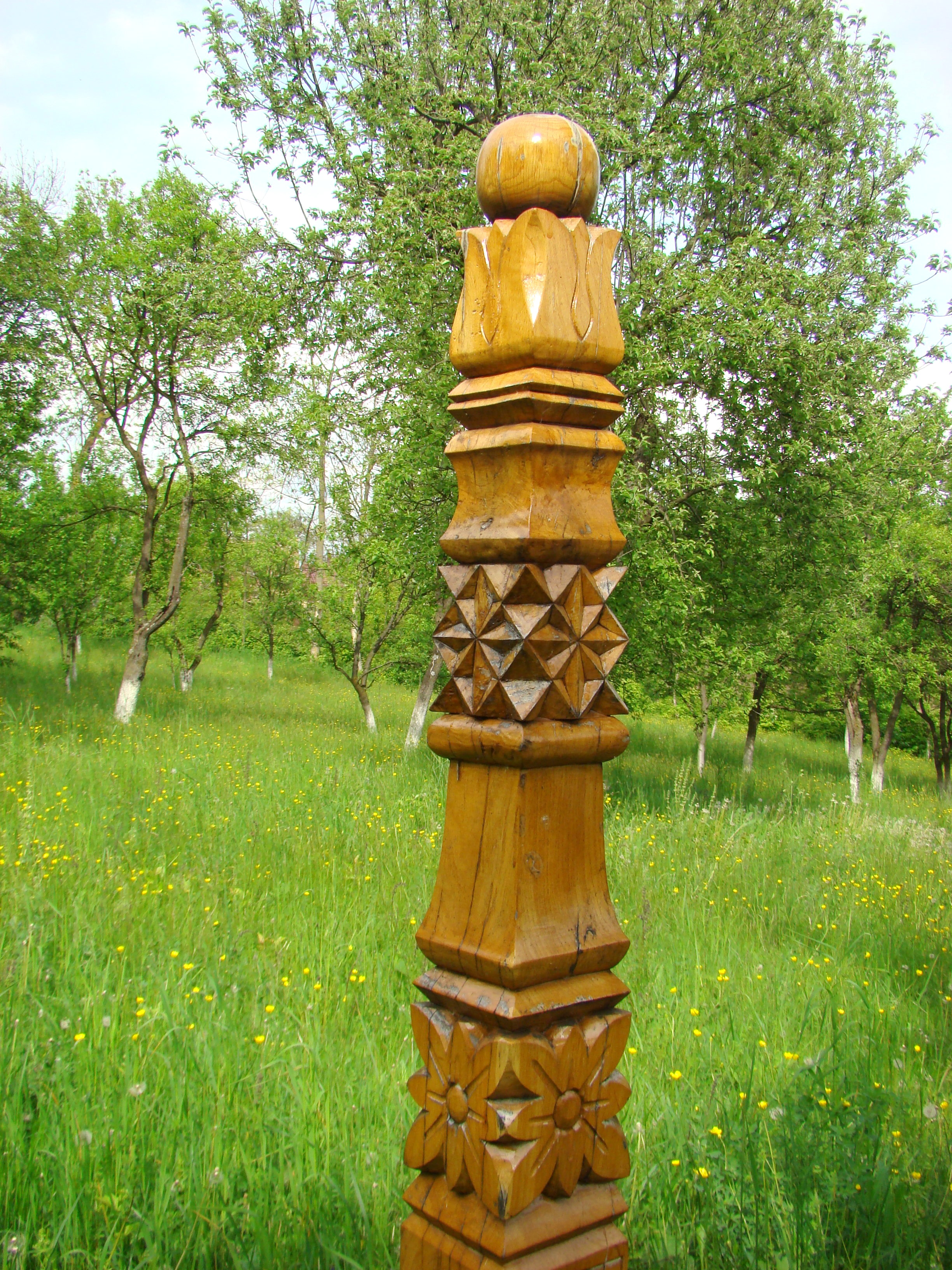
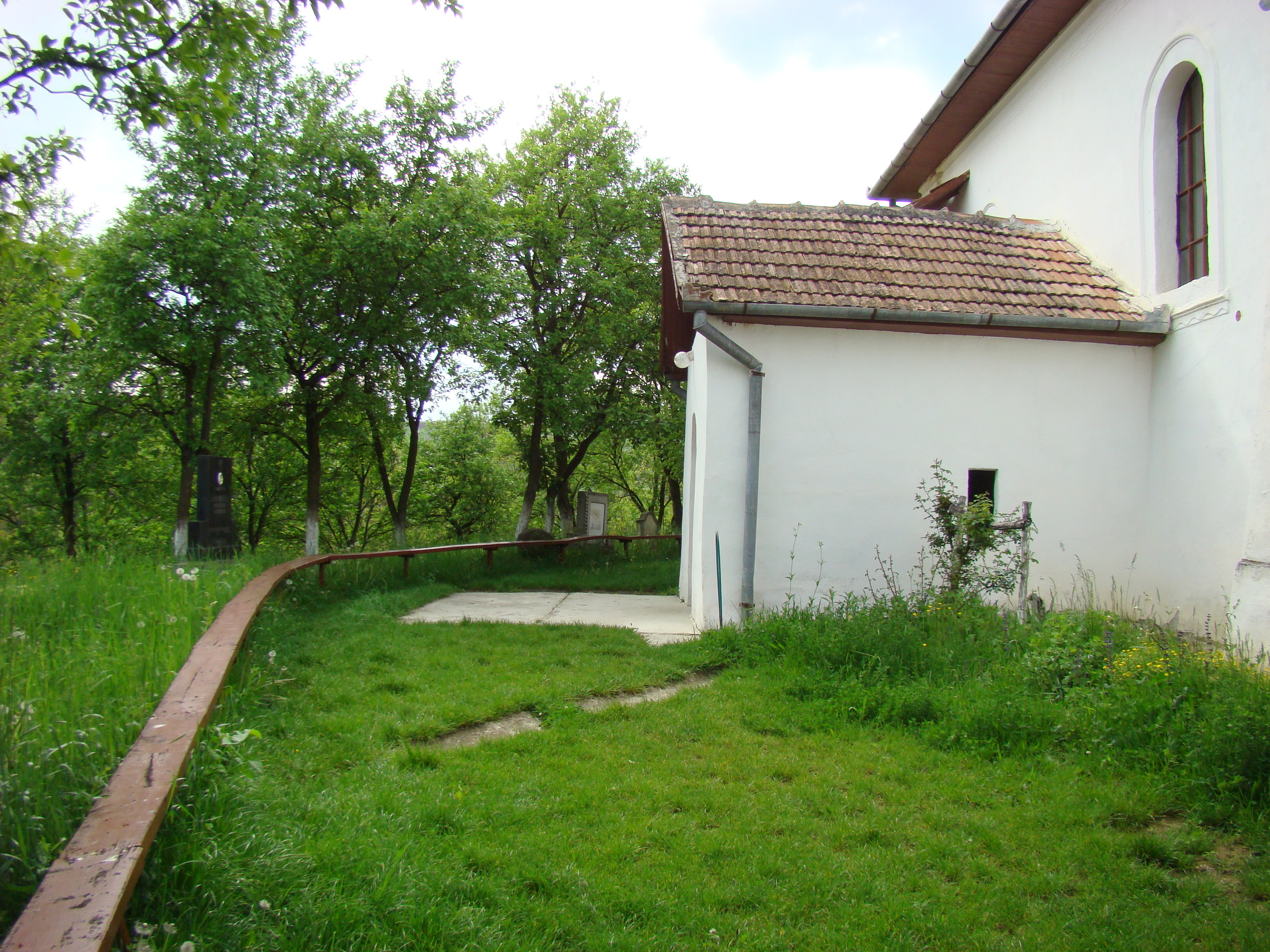
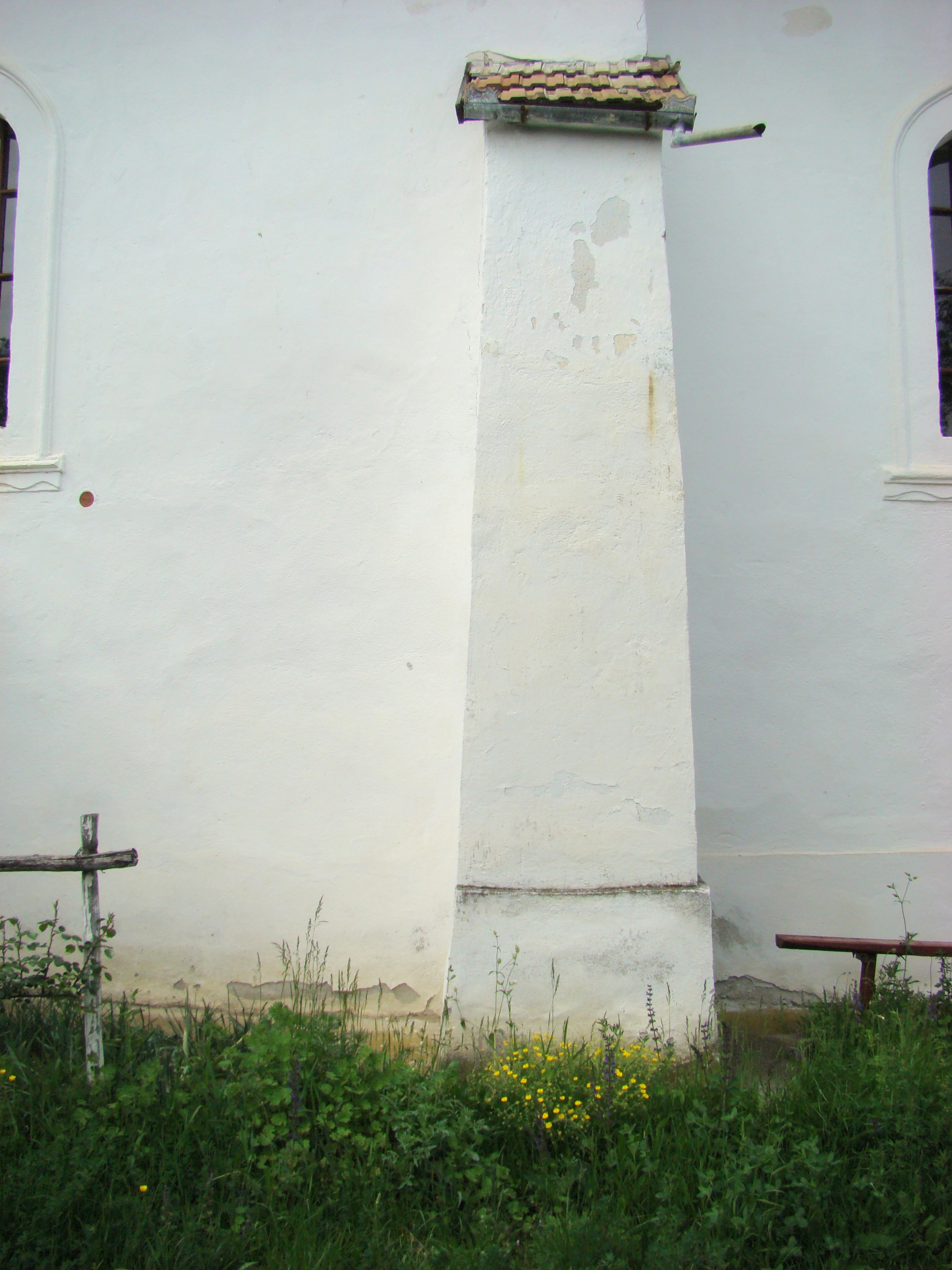
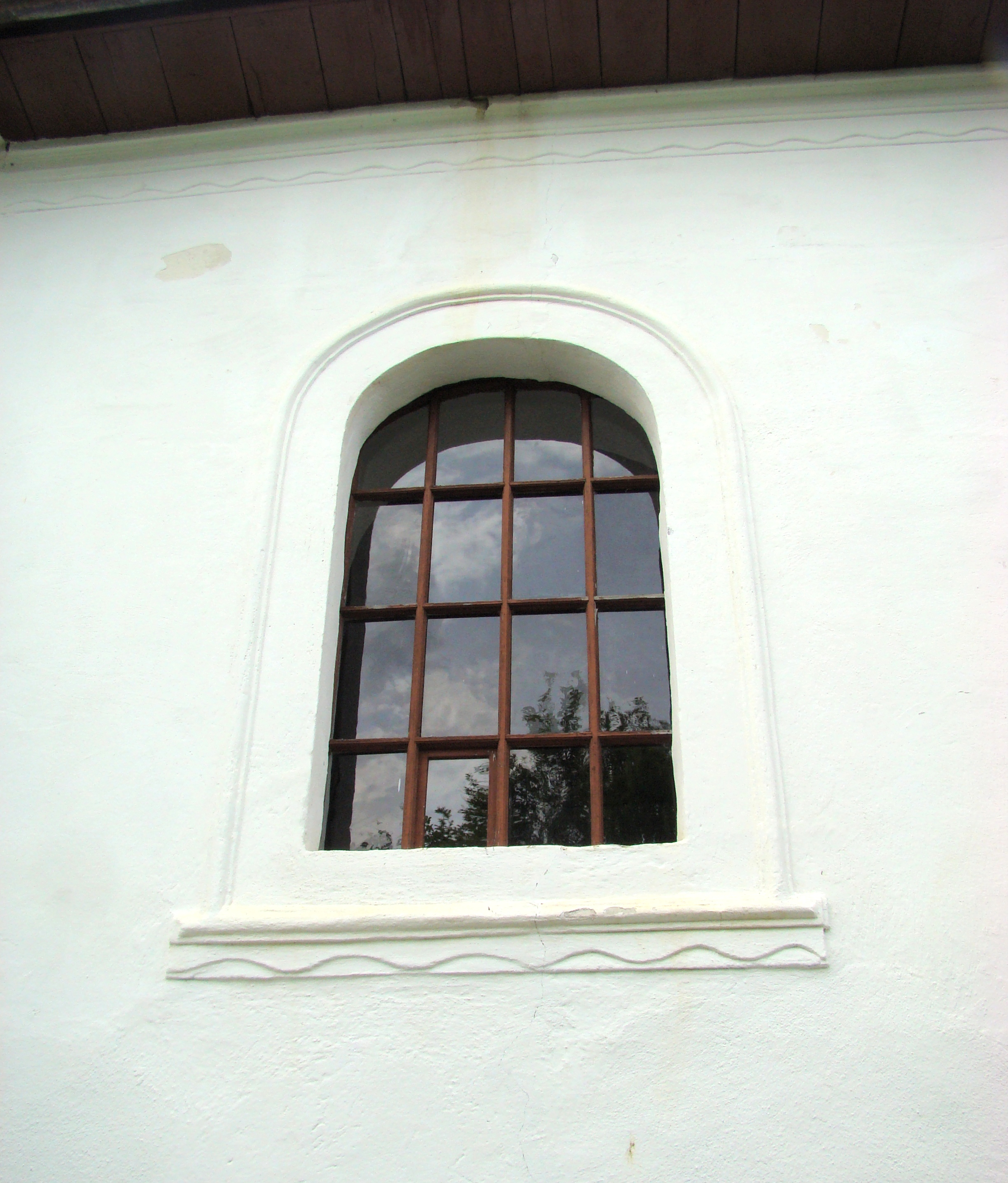
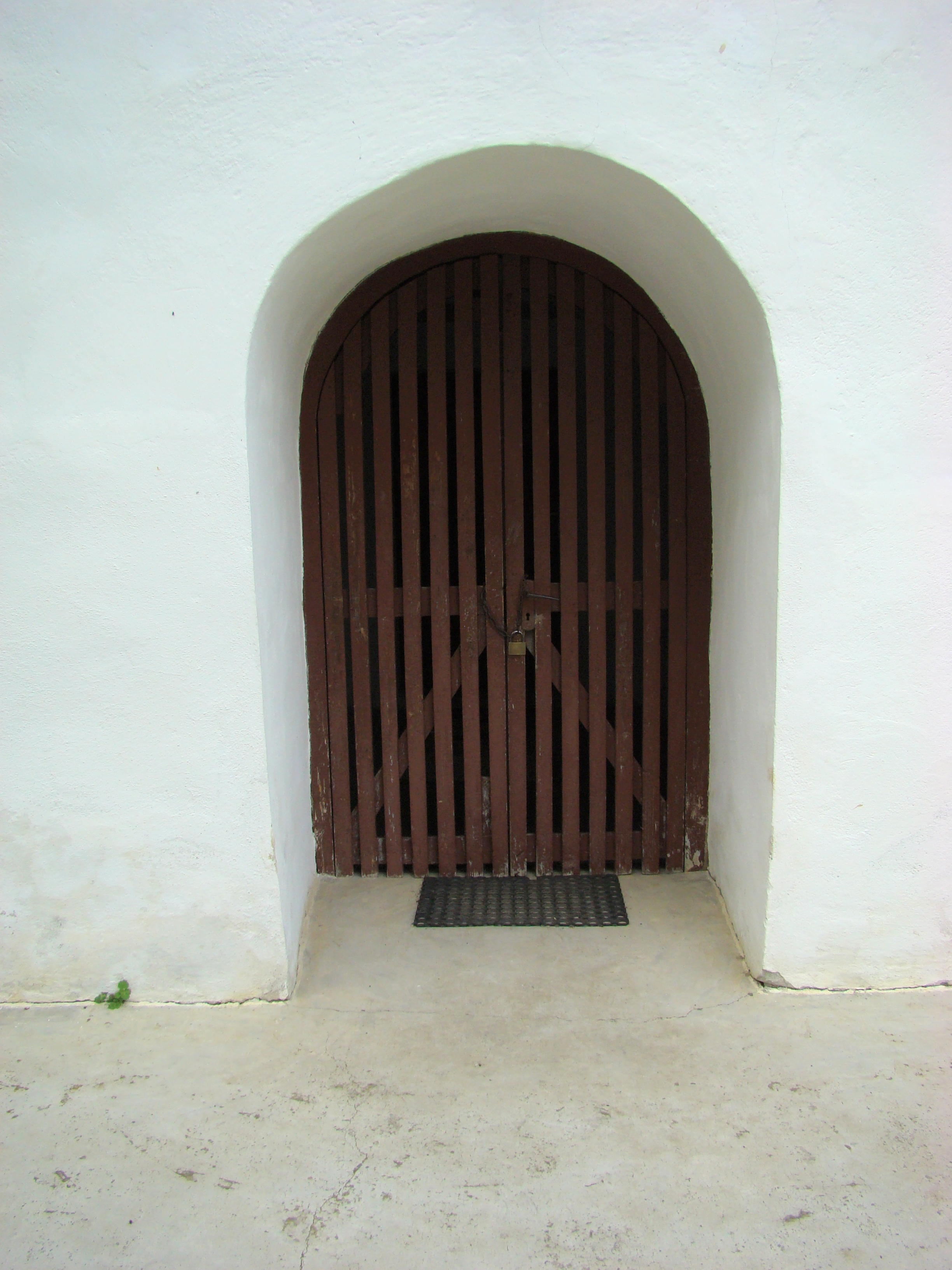
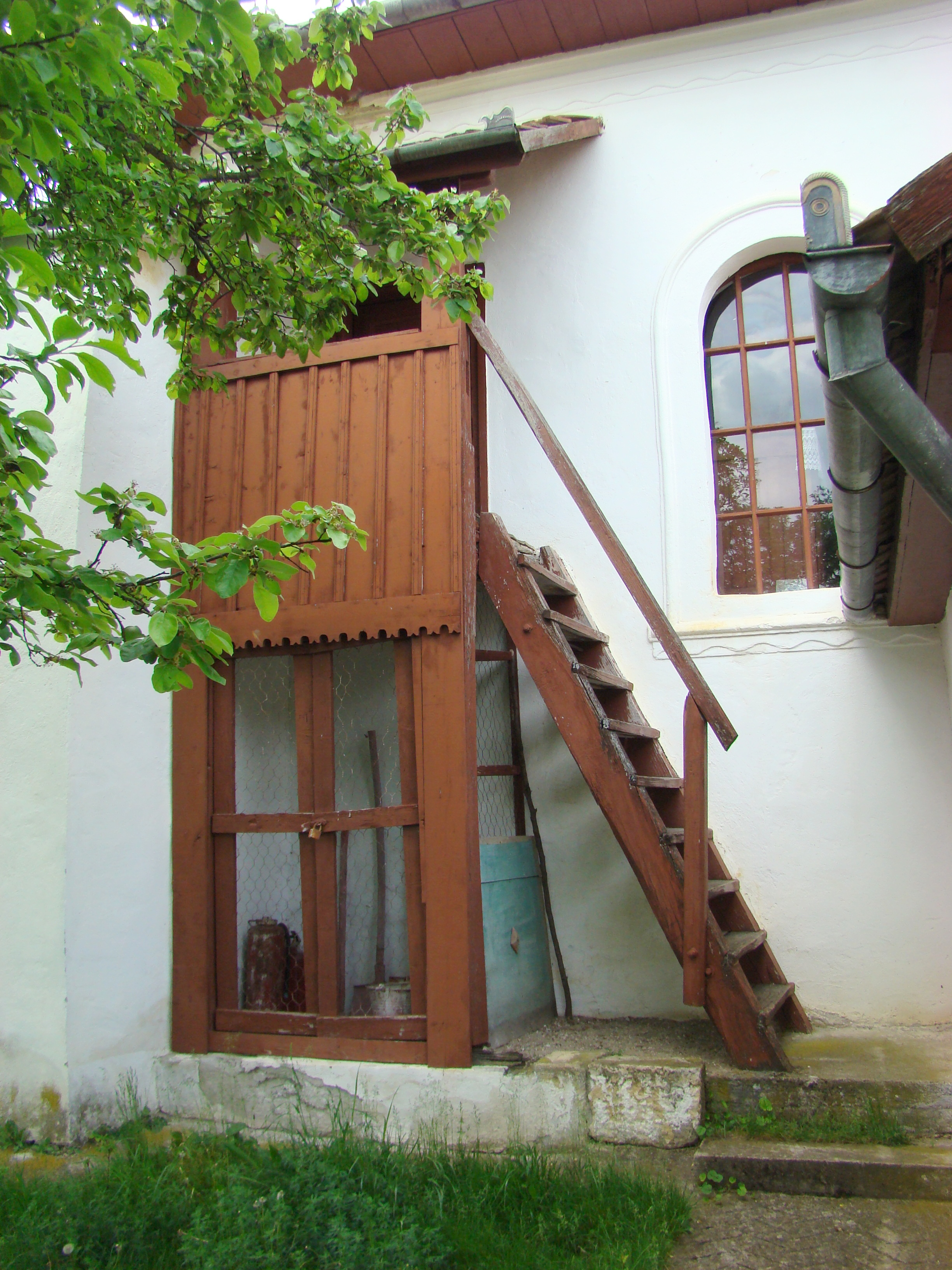
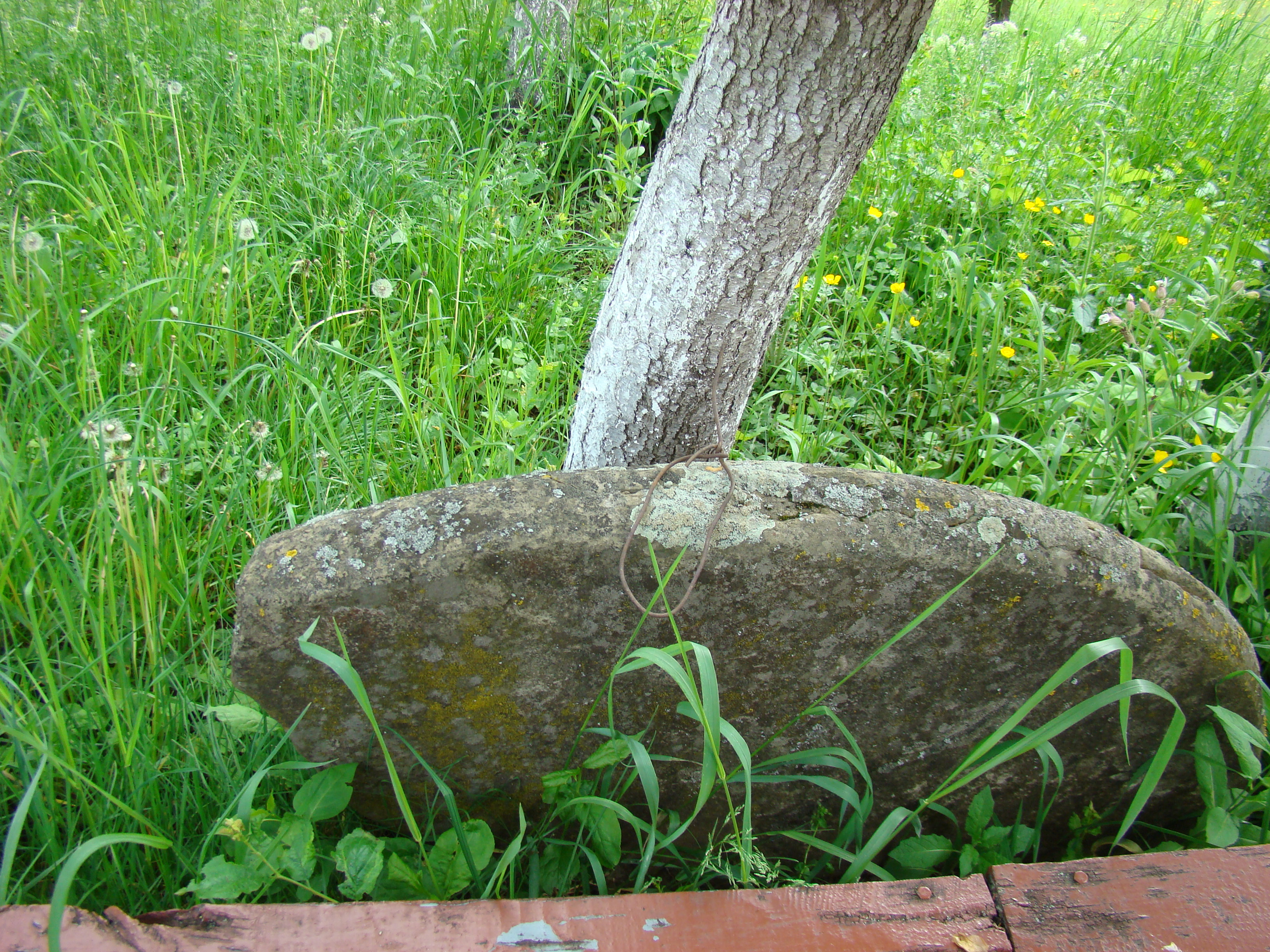
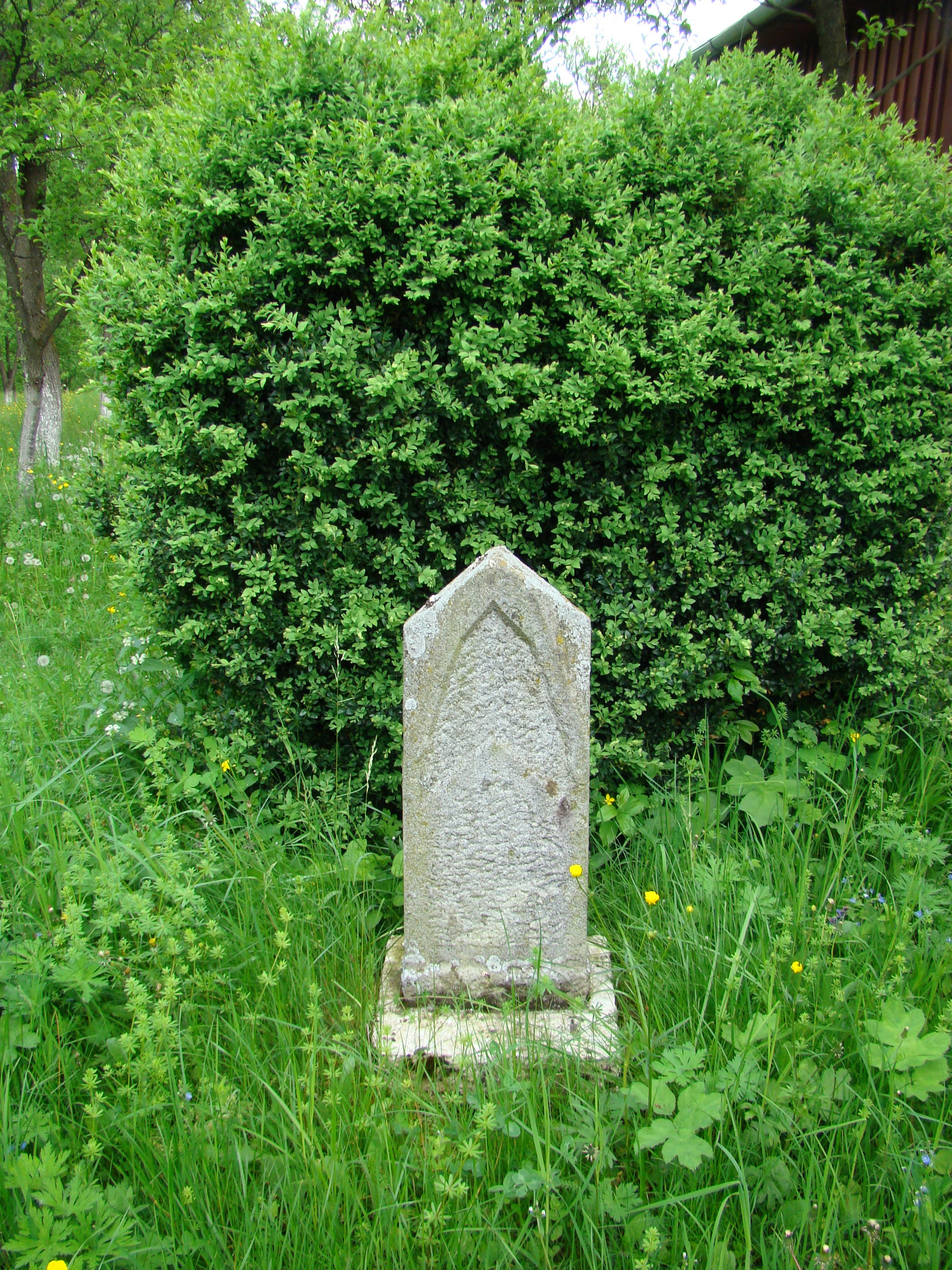
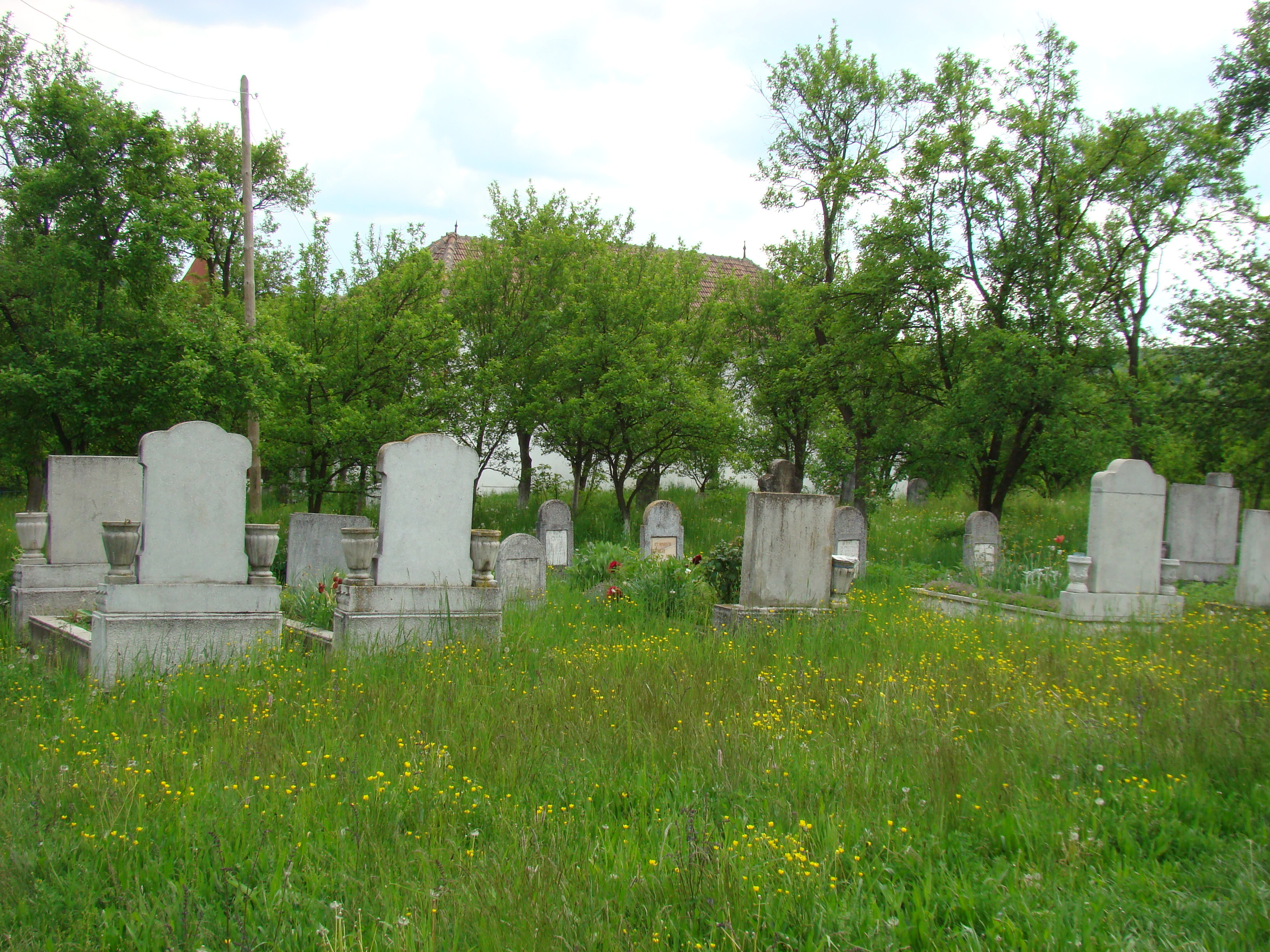

## Vezi și
- Pălatca, Cluj